# Василенко Володимир Харитонович
Володимир Харитонович Василенко (нар. 25 травня (7 червня) 1897, Київ — 19 грудня 1987, Москва) — радянський терапевт, академік Академії медичних наук СРСР (1957), член Президії АМН СРСР (1957—1960), академік-секретар відділення клінічної медицини АМН СРСР (1960—1966), Герой Соціалістичної Праці (1967).

## Біографія
Народився 25 травня (7 червня) 1897 в Києві. У 1917 році закінчив гімназію. Вступив до Київського медичного інституту, який закінчив у 1922 році. Упродовж 12 років працював і формувався як клініцист, під керівництвом академіка Феофіла Яновського і професора Миколи Стражеско. У факультетській терапевтичній клініці Київського медичного інституту Василенко працював асистентом і доцентом. У 1935 році був обраний завідувачем кафедри терапії Київського інституту удосконалення лікарів, одночасно продовжував працювати в Інституті клінічної медицини під керівництвом Миколи Стражеско. У 1940 році захистив докторську дисертацію «Материалы об обмене веществ при хронической недостаточности кровообращения».
Перші роки німецько-радянської війни Василенко провів в Уфі в евакуації, де працював доцентом у Башкирському медичному інституті й консультантом в евакогоспіталях. З травня 1943 року перебував у діючій армії на фронтах німецько-радянської війни. З цього ж часу він — головний терапевт Північно-Кавказького, потім I-го Українського фронтів.
У 1945—1947 роках — головний терапевт Львівського військового округу та Прикарпатського військового округу.
З 5 березня 1948 по 1987 рік завідував кафедрою пропедевтики внутрішніх хвороб I-го Московського медичного інституту ім. І. М. Сєченова. Головний терапевт IV-го управління Міністерства охорони здоров'я СРСР (1948—1957). У листопаді 1952 року — головний терапевт Кремлівської лікарні — Василенко був заарештований у зв'язку з «Справою лікарів». Він був одним з небагатьох, хто не підписав інкримінованих йому звинувачень. Після смерті Йосипа Сталіна, Василенко повернувся на роботу в клініку.
З 1952 року — редактор журналу «Клінічна медицина». У 1950-х роках Василенко поставив завдання — відродити радянську гастроентерологію. З 1957 року — член президії Академії медичних наук СРСР. У 1961 році він створив лабораторію гастроентерології, на базі якої в 1967 році виник Всесоюзний науково-дослідний інститут гастроентерології, об'єднаний з кафедрою і клінікою пропедевтики внутрішніх хвороб. У 1967—1974 роках Володимир Харитонович Василенко директор, створеного ним, Всесоюзного НДІ гастроентерології Міністерства охорони здоров'я СРСР.
Жив у Москві на Новослобідський вулиці, 57/65. Похований на Кунцевському кладовищі.

## Наукова робота
Автор понад 200 наукових праць, в тому числі монографій і підручників. Науковий напрямок багатогранний, але особливе місце в ньому займали проблеми кардіології. Разом з академіком Стражеско запропонував класифікацію недостатності кровообігу, прийняту XII Всесоюзним з'їздом терапевтів (1935). Розвинув вчення про міокардіодістрофії та пороки серця. Вніс значний внесок в актуальні проблеми гастроентерології, патології нирок, легеневої системи. Виховав велику групу клініцистів.

### Твори
- «Клиническое значение определения ароматических соединений крови и мочи при заболеваниях почек», // «Терапевтический архив», 1927, т. 5, вып. 1
- «Непосредственная аускультапия диастолической фазы сердца», // «Врачебное дело», 1934, № 9(рос.)
- «Метод клінічного діагнозу», // «Медичний журнал», 1934, т. 4, № 2
- «Азотистий обмін при хронічній недостатності кровообігу», Київ, 1941
- «Принципы организации терапевтической помощи в условиях фронта», 1944(рос.)
- «Крупозное воспаление легких», Киев. 1947(рос.)
- «Внутренние болезни» (совм. с др.), 7-е изд. М., 1954, 504 с.;(рос.)
- «Болезнь пищевода», 1971(рос.)
- «Приобретенные пороки сердца», Киев, 1972, 304 с.;(рос.)
- «Ахалазия кардии», М., 1976, 280 с. (соавт.: Суворова Т. А., Гребнев А. Л.);(рос.)
- «Болезни желудка и двенадцатиперстной кишки», М., 1981, 342 с.;(рос.)
- «Введение в клинику внутренних болезней», М., 1985, 255 с.(рос.)

## Нагороди
Нагороджений трьома орденами Леніна, орденами Жовтневої Революції, Червоного Прапора, Трудового Червоного Прапора, Вітчизняної війни 1-го та 2-го ст., медалями.